# Parroquia de East Carroll
La parroquia de East Carroll (en inglés: East Carroll Parish), fundada en 1877, es una de las 64 parroquias del estado estadounidense de Luisiana. En el año 2000 tenía una población de 9.421 habitantes con una densidad poblacional de 9 personas por km². La sede de la parroquia es Lake Providence.

## Geografía
Según la Oficina del Censo, la parroquia tiene un área total de 1146 km² (442,5 mi²), de la cual 1092 km² (421,6 mi²) es tierra y 54 km² (20,8 mi²) (4.75%) es agua.

### Parroquias y condados adyacentes
- Condado de Chicot (Arkansas) - norte
- Condado de Issaquena (Misisipi) - este
- Condado de Warren (Misisipi) - sureste
- Parroquia de Madison - sur
- Parroquia de Richland - suroeste
- Parroquia de West Carroll - oeste

## Carreteras
- U.S. Highway 65
- Carretera Estatal de Luisiana 2

## Demografía
En el 2000 la renta per cápita promedia de la parroquia era de $20,723, y el ingreso promedio para una familia era de $24,554. En 2000 los hombres tenían un ingreso per cápita de $22,099 versus $18,672 para las mujeres. El ingreso per cápita para la parroquia era de $9,629. Alrededor del 40.50% de la población estaba bajo el umbral de pobreza nacional.

## Ciudades y pueblos
- Lake Providence
- Transylvania